# فيسنتي بالاسيوس
فيسنتي بالاسيوس (بالإسبانية: Vicente Palacios)‏ هو لاعب كرة قاعدة مكسيكي، ولد في 19 يوليو 1963 في Manlio Fabio Altamirano, Veracruz ‏ في المكسيك.

## وصلات خارجية
- فيسنتي بالاسيوس على موقعبيزبول رفرنس.كوم (الدوري الرئيسي) (الإنجليزية)
- فيسنتي بالاسيوس على موقعبيزبول رفرنس.كوم (الدوري الثانوي) (الإنجليزية)